# Rumänische Eishockeyliga 2001/02
Die Saison 2001/02 war die 72. Spielzeit der rumänischen Eishockeyliga, der höchsten rumänischen Eishockeyspielklasse. Meister wurde zum insgesamt 37. Mal in der Vereinsgeschichte der Steaua Bukarest.

## Modus
In der Hauptrunde absolvierte jede der sieben Mannschaften insgesamt 24 Spiele. Die vier bestplatzierten Mannschaften qualifizierten sich für die Playoffs, in denen der Meister ausgespielt wurde. Für einen Sieg erhielt jede Mannschaft zwei Punkte, bei einem Unentschieden gab es einen Punkt und bei einer Niederlage null Punkte.

## Hauptrunde

### Tabelle
|    | Klub                        | Sp | S  | U | N  | T   | GT  | Punkte |
| -- | --------------------------- | -- | -- | - | -- | --- | --- | ------ |
| 1. | Steaua Bukarest             | 24 | 22 | 1 | 1  | 287 | 45  | 45     |
| 2. | SC Miercurea Ciuc           | 24 | 21 | 1 | 2  | 223 | 40  | 43     |
| 3. | Progym Gheorgheni           | 24 | 16 | 0 | 8  | 181 | 69  | 32     |
| 4. | Sportul Studențesc Bukarest | 24 | 10 | 1 | 13 | 88  | 171 | 21     |
| 5. | Dinamo Bukarest             | 24 | 6  | 3 | 15 | 74  | 162 | 15     |
| 6. | CSM Dunărea Galați          | 24 | 2  | 3 | 19 | 56  | 228 | 7      |
| 7. | Imasa Sfântu Gheorghe       | 24 | 2  | 1 | 21 | 51  | 245 | 5      |

Sp = Spiele, S = Siege, U = Unentschieden, N = Niederlagen

## Play-offs
Die Play-offs wurden im Modus Best-of-5 ausgetragen.

### Halbfinale
| Begegnung       | Begegnung | Begegnung                   | Ergebnis | Spiel 1 | Spiel 2 | Spiel 3 |
| --------------- | --------- | --------------------------- | -------- | ------- | ------- | ------- |
| Steaua Bukarest | –         | Sportul Studențesc Bukarest | 3:0      | 7:2     | 15:1    | 11:0    |

| Begegnung         | Begegnung | Begegnung         | Ergebnis | Spiel 1             | Spiel 2             | Spiel 3             | Spiel 4             |
| ----------------- | --------- | ----------------- | -------- | ------------------- | ------------------- | ------------------- | ------------------- |
| Progym Gheorgheni | –         | SC Miercurea Ciuc | 3:1      | 3:7 (0:1, 1:4, 2:2) | 6:4 (0:0, 3:1, 3:3) | 8:1 (1:1, 4:0, 3:0) | 2:0 (0:0, 2:0, 0:0) |

### Spiele um Platz 3
| Begegnung         | Begegnung | Begegnung                   | Ergebnis | Spiel 1             | Spiel 2             | Spiel 3              |
| ----------------- | --------- | --------------------------- | -------- | ------------------- | ------------------- | -------------------- |
| SC Miercurea Ciuc | –         | Sportul Studențesc Bukarest | 3:0      | 6:2 (3:0, 1:1, 2:1) | 4:2 (0:0, 2:2, 2:0) | 10:2 (5:2, 1:0, 4:0) |

### Finale
| Begegnung       | Begegnung | Begegnung         | Ergebnis | Spiel 1             | Spiel 2                   | Spiel 3             |
| --------------- | --------- | ----------------- | -------- | ------------------- | ------------------------- | ------------------- |
| Steaua Bukarest | –         | Progym Gheorgheni | 3:0      | 8:2 (1:0, 1:2, 6:0) | 5:4 n. V. (0:1, 4:0, 0:3) | 4:0 (1:0, 2:0, 1:0) |

### Turnierplan
|  | Halbfinale                  | Halbfinale        |                             |   | Finale | Finale |
|  |                             |                   |                             |   |        |        |
|  | Steaua Bukarest             | 3                 |                             |   |        |        |
|  | Sportul Studențesc Bukarest | 0                 |                             |   |        |        |
|  |                             |                   |                             |   |        |        |
|  |                             |                   |                             |   |        |        |
|  | Steaua Bukarest             | 3                 |                             |   |        |        |
|  |                             | Progym Gheorgheni | 0                           |   |        |        |
|  |                             |                   |                             |   |        |        |
|  | Spiel um Platz drei         |                   |                             |   |        |        |
|  |                             |                   | SC Miercurea Ciuc           | 3 |        |        |
|  | SC Miercurea Ciuc           | 1                 | Sportul Studențesc Bukarest | 0 |        |        |
|  | Progym Gheorgheni           | 3                 |                             |   |        |        |